# François-Adrien Boieldieu
François-Adrien Boieldieu, francoski operni skladatelj, * 16. december 1775, Rouen, Francija, † 8. oktober 1834, Varennes-Jarcy.
Prvi odmevnejši uspeh je dosegel s komično opero Bagdadski kalif, ki je bila krstno uprizorjena 16. september 1800 v Parizu. Njegovo danes najbolj znano delo je pravtako komična opera Bela dama. Krstna predstava trodejanke, katere libreto temelji na delu Walterja Scotta, je bila 10. decembra 1825 v Parizu. Delo je bilo v 19. stoletju najpriljubljenejša opera v Franciji in Nemčiji.